# 粵澳合作框架協議
《粵澳合作框架協議》，是廣東省與澳門特別行政區兩地政府於2011年3月6日在北京簽署的一個協議，其目的在於持續推進兩地的合作交流，並全面推展兩地在經濟、社會、民生、文化 及基建等領域上合作。

## 背景
粵澳兩地於2001年建立“粵澳高層會晤制度”，並設立粵澳合作聯絡小組作爲常設機構，每年輪流在廣東和澳門舉行不少於一次的全體會議，及後於2003年12月9日建立“粵澳合作聯席會議制度”的合作機制，取代過去的“粵澳高層會晤制度”。

## 內容
爲落實《珠江三角洲地區改革發展規劃綱要（2008－2020年）》、《橫琴總體發展規劃》、《安排》及其多個補充協議，推進粵澳更緊密合作，推動廣東科學發展和澳門經濟適度多元發展，廣東省人民政府和澳門特別行政區政府經協商一致於2011年3月6日簽定《粵澳合作框架協議》。
內容全面涵蓋了粵澳經濟、社會、民生、文化等各合作領域，明確了新形勢下粵澳合作的定位、原則、目標，確立了合作開發橫琴、產業協同發展、基礎設施與便利通關、社會公共服務、區域合作規劃等合作重點，提出了一系列具體、務實、可操作的合作舉措，並明確了完善合作機制建設等保障機制安排。框架協議提出合作開發橫琴、共建粵澳合作產業園區，並積極探索政策創新，為粵澳合作搭建了良好平台。
現時粵澳雙方已將珠海橫琴新區、廣州南沙新區、中山翠亨新區和江門大廣海灣經濟區納入《粵澳合作框架協議》，共同合作發展。
此外，澳門特區分別與廣州市、珠海市、中山市和深圳市建立了穗澳合作專責小組會議、珠澳合作會議、推進中山與澳門合作專責小組和深澳合作會議的合作機制。